# Échenilleur varié
Lalage leucomela
Espèce
Statut de conservation UICN

 LC  : Préoccupation mineure
L'Échenilleur varié (Lalage leucomela) est une espèce de passereaux de la famille des Campephagidae.

## Habitat
Il privilégie les environnements chauds et raisonnablement humides.
Son habitat typique est la forêt tropicale, les lianes, les fourrés, les forêts et bois d'eucalyptus avec une préférence particulière pour les forêts semi-ouvertes.

## Comportement
Il chemine lentement et méthodiquement à travers le feuillage, à tous les niveaux (parfois sur le sol), en couples ou en petits groupes à la recherche d'insectes et de fruits, et en faisant des appels répétés pour garder le contact.

## Répartition et sous-espèces
Selon la classification de référence du Congrès ornithologique international (15.1, 2025) il se répartit en 14 sous-espèces :
- Lalage leucomela keyensis (Rothschild & Hartert, 1917) — îles Kei ;
- Lalage leucomela polygrammica (Gray GR, 1858) — îles Aru et sud de la Nouvelle-Guinée ;
- Lalage leucomela obscurior (Rothschild & Hartert, 1917) — îles Trobriand et d'Entrecasteaux ;
- Lalage leucomela pallescens (Rothschild & Hartert, 1917) — Louisiade : Misima et Tagula ;
- Lalage leucomela falsa (Hartert, 1925) — Umboi, Nouvelle-Bretagne, îles du Duc-d'York et îlots satellites ;
- Lalage leucomela karu (Lesson & Garnot, 1827) — Nouvelle-Irlande ;
- Lalage leucomela albidior (Hartert, 1924) — Nouvelle-Hanovre ;
- Lalage leucomela ottomeyeri (Stresemann, 1933) — îles Lihir ;
- Lalage leucomela tabarensis (Mayr, 1955) — îles Tabar ;
- Lalage leucomela sumunae (Salomonsen, 1964) — Djaul ;
- Lalage leucomela macrura (Schodde, 1989) — Kimberley ;
- Lalage leucomela rufiventris (Gray GR, 1846) — Top End, île Melville et Groote Eylandt ;
- Lalage leucomela yorki (Mathews, 1912) — îles du détroit de Torrès et péninsule du cap York ;
- Lalage leucomela leucomela (Vigors & Horsfield, 1827) — est de l'Australie.